# Μ's
μ's（日语：／，讀作，/mjuːz/），中文又稱繆斯，是《電擊G's magazine》、ASCII Media Works与Lantis唱片公司共同推出的用户互动型企划作品《Love Live!》中登场的女性校园偶像团体及声优組合。名字來自繆斯，是希臘神話中九位主司藝術與科學的文藝女神總稱。“μ's”的名称由一位名为“御儿勇马”的粉丝提供，并在之后的投票中获选。
官方已於2016年3月31日與4月1日舉行Final Live，但許多支持者仍以「μ'sic forever」表示將會持續應援。

## 介紹
在现实中，μ's所属的唱片公司为Lantis，2015年於NHK紅白歌合戰登台，並於2016年4月在東京巨蛋進行最終演唱會，成為繼水樹奈奈之後第二個以声优為主的歌唱單位參與NHK紅白歌合戰和首位以動畫組合在東京巨蛋舉行演唱會。而“最终演唱会”的提法也引发了外界对于μ's可能会解散的猜测，但高坂穗乃果的声优新田惠海在接受采访时表示μ's不会解散。
2019年5月30日，在Love Live!九周年发表会上，官方宣布μ's将参加于2020年1月18日和19日举办的“LoveLive! Series 9th Anniversary Love Live! Fes （页面存档备份，存于）”，这将是μ's中止活动三年零九个月之后再次登台表演。关键词“μ's復活”也一度成为Twitter全球趋势第一。2019年8月21日，μ's新单曲即将发布的消息在网络直播节目中公布，有說法指标志着μ's全面复出。而新田惠海在2020年6月8日晚的網上直播節目「Love Live!九周年Anniversary これからもよろしくね生放送 （页面存档备份，存于）」結束後在Twitter表示「（Love Live!）九周年之後自己將變回一名和4年前（2016年）一樣愛著μ's的LoveLiver身分，但μ's仍然一直會是μ's，自己一生都會是高坂穗乃果的聲優」(63:16)。
雖然團體活動自2016年最終演唱會後已休止，但官方仍繼續在非歌唱範疇上運用μ's之IP、聲優仍繼續參與Love Live!系列遊戲配音、部分成員亦會參與企畫方舉辦的跨團體節目及活動，例如2023年1月3日播出的特備賀年節目中，新田惠海及內田彩以μ's成員身分，與Aqours、虹咲學園學園偶像同好會及Liella!成員一同出席；2023年4月7日播放的手機遊戲School Idol Festival 2 Miracle Live發布前特備節目中，德井青空與飯田里穗以μ's成員身分，與Aqours、虹咲學園學園偶像同好會、Liella!及蓮之空女學院學園偶像俱樂部成員一同出席，也是LoveLive!系列5個主團隊首次同場活動。
2023年4月28日，官方宣佈於Youtube開設Love Live! 全系列的專屬頻道，並將過往的歌曲全上架至頻道中。
2023年12月6日，官方宣布因應電視動畫播放10周年開展特別活動，當中包括2024年2月23日及24日在Tokyo Garden Theater舉行Fan Meeting；2024年3月30日及31日在橫濱國際平和會議場 國立大廳舉行管弦樂會。μ's大部分成員將會參與演出。
2024年2月25日，於惠比壽The Garden Hall舉辦的現場活動"LoveLive! Overseas Events Kickoff Meeting"，宣布於台北、首爾、廣州 舉行公演。2024年4月23日，宣布台北公演於花漾展演空間舉辦，新田恵海和Pile將會參與

## 成員
- μ's由以下9名成員構成，隊長為高坂穗乃果。
- μ's之下又細分3組迷你小隊，分別為：「Printemps」（プランタン）、BiBi（ビビ）、「lily white」（リリー・ホワイト），小队有時也單獨活動。此外亦有「日香凜花陽（にこりんぱな）」這類非官方小隊存在。
- 現實的演唱會中有一個不成文的規定：在每位成员报数的时候，當絢瀨繪里（聲：南條愛乃）報完「9」之後，觀眾會報「10」，表示自己是μ's的「第10人」[7]，強調與μ's同在。

### 基本資料
- 以下9名角色按官方介紹順序排列為主。

| 角色名稱   | 角色名稱 | 角色名稱       | 聲優            | 學年 | 生日    | 星座   | 血型 | 身高  | 三圍            | 代表色      | 印象標誌     | 所屬小隊   | 報數 |
| 中文       | 日文     | 英文           | 聲優            | 學年 | 生日    | 星座   | 血型 | 身高  | 三圍            | 代表色      | 印象標誌     | 所屬小隊   | 報數 |
| ---------- | -------- | -------------- | --------------- | ---- | ------- | ------ | ---- | ----- | --------------- | ----------- | ------------ | ---------- | ---- |
| 高坂穗乃果 |          | KOSAKA HONOKA  | 新田惠海 （新田恵海）   | 高2  | 08 / 03 | 獅子座 | O型  | 157cm | B78 / W58 / H82 | 橙色        | ほ           | Printemps  | 1    |
| 絢瀨繪里   |          | AYASE ELI      | 南條愛乃 （）   | 高3  | 10 / 21 | 天秤座 | B型  | 162cm | B88 / W60 / H84 | 天空色      | Я            | BiBi       | 9    |
| 南小鳥     |          | MINAMI KOTORI  | 内田彩 （内田彩）     | 高2  | 09 / 12 | 處女座 | O型  | 159cm | B80 / W58 / H80 | 灰色        | (・8・)      | Printemps  | 2    |
| 園田海未   |          | SONODA UMI     | 三森铃子 （三森すずこ）   | 高2  | 03 / 15 | 雙魚座 | A型  | 159cm | B76 / W58 / H80 | 藍色        | 弓道的弓箭   | lily white | 3    |
| 星空凛     |          | HOSHIZORA RIN  | 飯田里穗 （飯田里穂）   | 高1  | 11 / 01 | 天蠍座 | A型  | 155cm | B75 / W59 / H80 | 藍綠色 黄色 | 貓臉         | lily white | 5    |
| 西木野真姬 |          | NISHIKINO MAKI | Pile （Pile）       | 高1  | 04 / 19 | 牡羊座 | AB型 | 161cm | B78 / W56 / H83 | 红色        | ☆            | BiBi       | 4    |
| 東條希     |          | TOJO NOZOMI    | 楠田亞衣奈 （楠田亜衣奈） | 高3  | 06 / 09 | 雙子座 | O型  | 159cm | B90 / W60 / H82 | 紫色        | 新月         | lily white | 8    |
| 小泉花陽   |          | KOIZUMI HANAYO | 久保由利香 （久保ユリカ） | 高1  | 01 / 17 | 摩羯座 | B型  | 156cm | B82 / W60 / H83 | 綠色        | 盛滿飯的小碗 | Printemps  | 6    |
| 矢澤妮可   |          | YAZAWA NICO    | 德井青空 （徳井青空）   | 高3  | 07 / 22 | 巨蟹座 | A型  | 154cm | B74 / W57 / H79 | 粉红色      | 笑臉         | BiBi       | 7    |

## 投票企劃
「想與你一起旅行♪ 旅遊少女決定戰」由於是各國各地区各有投票用以下標誌區分：
- ：日語版
- ：英語版
- ：簡體中文版
- ：繁體中文版
- ：韓語版

| 角色                                                | 高坂穗乃果         | 絢瀨繪里      | 南小鳥             | 園田海未            | 星空凛              | 西木野真姬    | 東條希              | 小泉花陽           | 矢澤日香      |
| --------------------------------------------------- | ------------------ | ------------- | ------------------ | ------------------- | ------------------- | ------------- | ------------------- | ------------------ | ------------- |
| 1st單曲位置                                         | 中間前列           | 中右前列      | 中左前列           | 左前列              | 右前列              | 右後列        | 中右後列            | 中左後列           | 左後列        |
| 第1回總選舉                                         | 1位                | 8位           | 9位                | 2位                 | 4位                 | 6位           | 3位                 | 7位                | 5位           |
| 2nd單曲位置                                         | 中間前列           | 左後列        | 中右後列           | 左中列              | 右前列              | 右後列        | 右中列              | 中左後列           | 左前列        |
| 第2回總選舉                                         | 4位                | 9位           | 2位                | 5位                 | 6位                 | 8位           | 3位                 | 7位                | 1位           |
| 迷你組合                                            | 「Printemps」 隊長 | 「BiBi」 隊長 | 「Printemps」 成員 | 「lily white」 隊長 | 「lily white」 成員 | 「BiBi」 成員 | 「lily white」 成員 | 「Printemps」 成員 | 「BiBi」 成員 |
| 3rd單曲位置                                         | 中右中列           | 左後列        | 右前列             | 左中列              | 右後列              | 中左中列      | 左前列              | 右中列             | 中間前列      |
| 第3回總選舉                                         | 1位                | 7位           | 2位                | 3位                 | 8位                 | 6位           | 4位                 | 9位                | 5位           |
| 4th單曲位置                                         | 中間前列           | 中間右中列    | 左後列             | 右後列              | 中左中列            | 右前列        | 右中列              | 左中列             | 左前列        |
| 第4回總選舉                                         | 6位                | 9位           | 1位                | 5位                 | 8位                 | 3位           | 7位                 | 4位                | 2位           |
| 雙人、三人組合                                      | 元氣活潑           | 酷美人        | 浪漫少女           | 酷美人              | 元氣活潑            | 酷美人        | 可愛聲線            | 浪漫少女           | 可愛聲線      |
| 5th單曲位置                                         | 右後列             | 中間 右前列   | 中間前列           | 右前列              | 中左前列            | 中左後列      | 左前列              | 左後列             | 中間 右後列   |
| 第5回總選舉                                         | 3位                | 2位           | 9位                | 7位                 | 4位                 | 1位           | 8位                 | 6位                | 5位           |
| 6th單曲位置                                         | 右起第4            | 左起第4       | 左起第1            | 右起第2             | 左起第2             | 正中          | 左起第3             | 右起第3            | 右起第1       |
| 電擊G's雜誌封面女郎決定戰                           | 1位                | 5位           | 4位                | 2位                 | 8位                 | 6位           | 9位                 | 7位                | 3位           |
| CURE MAID CAFE 「LOVE LIVE CAFE」 μ's印象女孩投票   |                    |               |                    | 1位                 |                     |               |                     |                    |               |
| CURE MAID CAFE 「LOVE LIVE CAFE」 μ's巧克力女孩投票 | 7位                | 6位           | 2位                | 3位                 | 8位                 | 8位           | 5位                 | 1位                | 4位           |
| CURE MAID CAFE 「LOVE LIVE CAFE」 μ's咖啡店偶像投票 |                    | 1位           | 2位                |                     |                     |               |                     |                    | 1位           |
| μ's飛鏢女孩投票                                     |                    |               | 1位                |                     |                     |               |                     |                    |               |
| 想與你一起旅行♪ 旅遊少女決定戰                      |                    |               | 總合2位 1位        |                     |                     | 總合3位 1位   | 總合1位 1位         | 1位                |               |
| 學園偶像祭5週年活動女孩27人總選舉                   |                    |               |                    | 3位                 |                     | 2位           |                     |                    | 1位           |

## 音樂作品
列出μ's至今為止演唱的曲目。

### 单曲

#### 编号单曲
|                  | 发售日期                   | 名称                       | 贩卖生产号              | 最高位 |
| ---------------- | -------------------------- | -------------------------- | ----------------------- | ------ |
| 1st              | 夏季限定版： 2010年8月13日 | 我们的LIVE 与你的LIFE      | LACM-4738               | 164位  |
| 1st              | 通常版： 2010年8月25日     | 我们的LIVE 与你的LIFE      | LACM-4738               | 164位  |
| 2nd              | 2010年12月22日             | Snow halation              | LACM-4774               | 74位   |
| 3rd              | 2011年8月24日              | 夏色笑颜1,2,Jump!          | LACM-4845               | 62位   |
| 4th              | 2012年2月15日              | 满怀“love”接近中！               | LACM-4907               | 31位   |
| 5th              | 2012年9月5日               | Wonderful Rush             | LACM-4979               | 30位   |
| 6th              | 2013年11月27日             | Music S.T.A.R.T!!          | LACM-34155（超豪华盘）  | 5位    |
| 6th              | 2013年11月27日             | Music S.T.A.R.T!!          | LACM-14155（BD通常盘）  | 5位    |
| 6th              | 2013年11月27日             | Music S.T.A.R.T!!          | LACM-14156（DVD通常盘） | 5位    |
| 7th (FINAL)      | 2016年3月2日               | MOMENT RING                | LACM-14449              | 2位    |
| 8th (九周年紀念) | 2020年3月25日              | A song for You! You? You!! | LACM-14950（BD通常盘）  | 2位    |
| 8th (九周年紀念) | 2020年3月25日              | A song for You! You? You!! | LACM-14951（DVD通常盘） | 2位    |

#### 动画单曲
| 发售日        | 名字                                | 贩卖生产号 | 备注                            | 最高位 |
| ------------- | ----------------------------------- | ---------- | ------------------------------- | ------ |
| 2013年1月23日 | 我们活在当下                        | LACM-14053 | TV动画第1期OP                   | 12位   |
| 2013年2月6日  | 一定能听见青春的声音                | LACM-14054 | TV动画第1期ED                   | 8位    |
| 2013年3月6日  | 从今以后的Someday/Wonder zone       | LACM-14064 | TV动画第1期第6话、第9话插入曲   | 7位    |
| 2013年4月3日  | No brand girls/START:DASH!!         | LACM-14069 | TV动画第1期第11话、第13话插入曲 | 5位    |
| 2014年4月23日 | 那就是我们的奇迹                    | LACM-14220 | TV动画第2期OP                   | 3位    |
| 2014年5月8日  | 无论何时都一直                      | LACM-14230 | TV动画第2期ED                   | 2位    |
| 2014年5月28日 | 梦想之门                            | LACM-14241 | TV动画第2期第3话插入曲          | 3位    |
| 2014年6月11日 | Love wing bell/Dancing stars on me! | LACM-14242 | TV动画第2期第5话、第6话插入曲   | 3位    |
| 2014年7月9日  | KiRa-KiRa Sensation!/Happy maker!   | LACM-14243 | TV动画第2期第12话、第13话插入曲 | 3位    |
| 2015年7月1日  | Angelic Angel/Hello，细数繁星       | LACM-14361 | 剧场版插入曲                    | 2位    |
| 2015年7月8日  | SUNNY DAY SONG/?←HEARTBEAT          | LACM-14362 | 剧场版插入曲                    | 2位    |
| 2015年7月15日 | 我們是合而為一的光芒/Future style   | LACM-14363 | 剧场版插入曲、ED                | 2位    |

#### 其他单曲
| 发售日         | 名字               | 贩卖生产号 | 备注                                       | 最高位 |
| -------------- | ------------------ | ---------- | ------------------------------------------ | ------ |
| 2014年1月29日  | 宝物/Paradise Live | LACM-14181 | 为手游《Love Live! 學園偶像祭》写的歌曲    | 4位    |
| 2014年10月1日  | Shangri-La Shower  | LACM-14260 | 《Love Live! 學園偶像天堂》主题曲          | 5位    |
| 2015年4月22日  | M是μ'sic的M        | LACM-14341 | “Love Live! 大家一起为μ's写的歌曲”合作单曲 | 5位    |
| 2015年10月28日 | HEART to HEART!    | LACM-14412 | 为手游《Love Live! 學園偶像祭》写的歌曲    | 3位    |

#### 小组单曲
| 发售日         | 名字                               | 演唱者                         | 贩卖生产号 | 备注                          | 最高位 |
| -------------- | ---------------------------------- | ------------------------------ | ---------- | ----------------------------- | ------ |
| 2011年5月25日  | Love marginal                      | Printemps                      | LACM-4812  | Printemps 1st单曲             | 85位   |
| 2011年6月22日  | 鑽石公主的憂鬱                     | BiBi                           | LACM-4816  | BiBi 1st单曲                  | 79位   |
| 2011年7月27日  | 不知道的Love*教给我吧Love          | lily white                     | LACM-4832  | lily white 1st单曲            | 81位   |
| 2012年4月25日  | Mermaid festa vol.2 〜Passionate〜 | 高坂穗乃果、星空凛             | LACM-4924  | 双人单曲                      | 57位   |
| 2012年5月23日  | 少女式恋爱补习班                   | 矢泽日香、东条希               | LACM-4943  | 双人单曲                      | 64位   |
| 2012年6月27日  | 这是，告白日和！                   | 南小鸟、小泉花阳               | LACM-4946  | 双人单曲                      | 43位   |
| 2012年7月25日  | soldier game                       | 西木野真姬、园田海未、绚濑绘里 | LACM-4961  | 三人单曲                      | 38位   |
| 2013年2月20日  | 前进→Tomorrow/START:DASH!!         | 高坂穗乃果、南小鸟、园田海未   | LACM-14055 | TV动画第1期第1话、第3话插入曲 | 11位   |
| 2013年6月26日  | 来自微热的Mystery                  | lily white                     | LACM-14101 | lily white 2nd单曲            | 4位    |
| 2013年7月24日  | Cutie Panther                      | BiBi                           | LACM-14102 | BiBi 2nd单曲                  | 8位    |
| 2013年8月21日  | Pure girls project                 | Printemps                      | LACM-14103 | Printemps 2nd单曲             | 10位   |
| 2014年11月12日 | 永远Friends                        | Printemps                      | LACM-14291 | Printemps 3rd单曲             | 6位    |
| 2014年11月26日 | 秋日彼端的遥远天空                 | lily white                     | LACM-14292 | lily white 3rd单曲            | 3位    |
| 2014年12月24日 | 冬天给予的预感                     | BiBi                           | LACM-14293 | BiBi 3rd单曲                  | 2位    |
| 2015年11月25日 | WAO-WAO Powerful day!              | Printemps                      | LACM-14413 | Printemps 4th单曲             | 2位    |
| 2015年12月23日 | 想成为回忆以上的存在               | lily white                     | LACM-14414 | lily white 4th单曲            | 3位    |
| 2016年1月20日  | 错觉CROSSROADS                     | BiBi                           | LACM-14415 | BiBi 4th单曲                  | 2位    |

## 演唱會
LoveLive! μ's First LoveLive!（ラブライブ! μ's First LoveLive!）
在2012年2月19日於橫濱BLITZ舉辦演唱會。
為Love Live!第一場的演唱會，並於演唱會結尾時公布了動畫製作的決定。
演唱會當天的影片《LoveLive! μ's First LoveLive!》於2012年11月21日發行。
LoveLive! μ's New Year LoveLive! 2013（ラブライブ！ μ's New Year LoveLive! 2013）
在2013年1月3日於TOKYO DOME CITY HALL舉辦第二場的演唱會。
擔任絢瀨繪里聲優的南條愛乃，因為時間上的衝突，並沒有參與這次演唱會的演出。BiBi空缺的部分由飯田里穗和楠田亞衣奈來特別編成補缺。。不過在演唱會播出的動畫PV上仍然有絢瀨繪里的位置。並在演唱會最後公布了「3rd Anniversary LoveLive!」的相關消息。
這次演唱會的影片分成三個段落，收錄於電視動畫的第1期藍光光碟第2、4、6回之中的特典。
LoveLive! μ's 3rd Anniversary LoveLive!（ラブライブ! μ's 3rd Anniversary LoveLive!）
在2013年6月16日於橫濱國際平和會議場舉辦第三場的演唱會。
第一次開放日本國內51個電影場所進行衛星連線轉播。並在演唱會中公布了電視動畫版的角色個性設定。如同前兩次的演唱會，在最後也公布了Next Project的第三彈（Love Live! 學園偶像天國PlayStation Vita遊戲）、第4彈（4th Live演唱會）、第5彈（電視動畫第二期）的消息。
演唱會當天的紀錄影片《LoveLive! μ's 3rd Anniversary LoveLive!》於2013年12月25日發行。
LoveLive! μ's →NEXT LoveLive! 2014 〜ENDLESS PARADE〜（ラブライブ! μ's →NEXT LoveLive! 2014 〜ENDLESS PARADE〜）
在2014年2月8日和9日於埼玉超級競技場舉辦第四場的演唱會。
這次演唱會使用了體育館可容納17000人的劇場模式。
首次开放了日本国外的轉播點。日本國內53個轉播會場、日本國外7個轉播會場（新加坡1會場、香港2會場、台灣1會場、韓國3會場）來進行轉播。
在演唱會的第二天結束前公布了μ's NEXT LIVE將在原場地舉辦，並擴大場地為體育場模式（可容納约3万人）。
演唱會的第一天影片附錄在電視動畫第2期藍光光碟的第2、4、6回特典收錄、第二天的影片收錄在2014年7月23日發行的《LoveLive! μ's →NEXT LoveLive! 2014 〜ENDLESS PARADE〜》藍光光碟。
LoveLive! μ's Go→Go! LoveLive! 2015 〜Dream Sensation!〜（ラブライブ！ μ's Go→Go! LoveLive! 2015 〜Dream Sensation!〜）
在2015年1月31日和2月1日於埼玉超級競技場舉辦第五場的演唱會。
這次演唱使用了體育館可容納约3万人的劇場模式。
比前次演唱會增加了轉播點，日本國內117個轉播會場、日本國外7個轉播會場（香港2個會場，新加坡、台灣、韓國、印尼、泰國各1個會場）來進行轉播。演唱會第二天結束時公佈了下一場演唱會將會在2016年冬天舉行。
演唱会第一天和第二天的影片全部收录于2015年9月30日发行的《LoveLive! μ's Go→Go! LoveLive! 2015 〜Dream Sensation!〜》蓝光光碟。
LoveLive! μ's Final LoveLive!〜μ'sic Forever♪♪♪♪♪♪♪♪♪〜（ラブライブ！μ's Final LoveLive!〜μ’sic Forever♪♪♪♪♪♪♪♪♪〜）
在2016年3月31日和4月1日于东京巨蛋举办的第六场演唱会，也是μ's最后一次专场演唱会。
擔任絢瀨繪里聲優的南條愛乃，為顧及她的膝部傷患，其演出環節大幅縮減。
这次演唱会也使用了东京巨蛋的器材席和完全见切席。
相比于上次演唱会，这次演唱会增加了大量日本国外转播点（臺灣10个会场，中国大陆2个会场，香港4个会场，韩国8个会场，新加坡、泰国、印尼、马来西亚、菲律宾、澳大利亚各1个会场），日本国内外部分转播点还在4月2日安排了重播。
演唱会第一天和第二天的影片全部收錄於2016年9月28日發行的《LoveLive! μ's Final LoveLive!〜μ'sic Forever♪♪♪♪♪♪♪♪♪〜》蓝光光碟。
Love Live! Fes（ラブライブ！フェス）
在2020年1月18日和19日于埼玉超級競技場举办。
μ's中止活动三年零九个月后再度登台。
本次演唱会为μ's、Aqours、Saint Snow和虹咲學園學園偶像同好會的联合演出，μ's全员出席。
LoveLive! Series Asia Tour 2024 ~大家一起實現的故事~（LoveLive! Series Asia Tour 2024 ~みんなで叶える物語~）
今次將會是LoveLive! 系列首次海外巡迴演唱會。
μ's部分成員參與10月6日舉行的在上海國家會展中心・虹館EH舉行的場次，與Aqours、虹咲學園學園偶像同好會部分成員及Liella!全員同場演出。三人亦會參與2025年2月1日及2日在K-Arena橫濱的公演，這將會是Love Live!系列5支主團隊首次同場演出。
另外此活動官方中文翻譯為《LoveLive! Series Asia Tour 2024 ～伴你圓夢 ～》。

## 外部連結
- Love Live! 官網 （页面存档备份，存于）（日語）
- μ's官方頻道 （页面存档备份，存于）（日語）
- Love Live!官方的X（前Twitter）